# 芒莱市社
芒莱市社（越南语：／），又作“𤞽莱”，又译作“孟来”，是越南奠边省下辖的一个市社。面积114.03平方公里，2018年总人口12125人。

## 地理
芒莱市社位于沱江江畔，地势低洼。北接莱州省芒齐县和生胡县，东、南和西接孟查县。距离奠边省莅奠边府90公里。

## 历史
法属时期，芒莱市社是莱州省省莅，属于莱州下辖的芒莱总。
1953年12月12日，越南民主共和国政府接管芒莱市镇和莱州。
1955年4月29日，越南民主共和国设立泰苗自治区，芒莱市社地区隶属芒莱州。
1962年10月27日，越南政府复设莱州省，芒莱州改为芒莱县，隶属莱州省，省莅位于芒莱县芒莱市镇。
1963年12月24日，芒莱县芒莱市镇划归莱州省直接管辖，并更名为莱州市镇。
1971年10月8日，以莱州市镇和芒莱县莱刚社、莱子社2社和莱那社稔艮板1板析置莱州市社。
作为莱州省省莅的莱州市邻近沱江，地势较为低洼，容易遭受洪水侵袭，因此在1992年4月18日，越南政府决定奠边县析置奠边府市社，并将莱州省省莅由莱州市社迁至奠边府市社。此时，莱州市社下辖那莱坊、黎利坊和泷沱坊3坊。
2003年11月26日，莱州省分设为奠边省和新的莱州省，莱州市社划归奠边省管辖，黎利坊划归莱州省管辖。
2004年1月2日，黎利坊改制为黎利社，划归莱州省生胡县管辖。
2005年3月2日，芒莱县莱那社划归莱州市社管辖，莱州市社改名为芒莱市社。

## 行政区划
芒莱市社下辖2坊1社，市社人民委员会位于那莱坊。
- 那莱坊（Phường Na Lay）
- 泷沱坊（Phường Sông Đà）
- 莱那社（Xã Lay Nưa）